# 철의 장막

검은 색의 철의 장막
바르샤바 조약 기구 회원국
NATO 회원국
군사적 중립국
유고슬라비아, 비동맹 운동의 일원
검은 점은 서베를린 주변의 베를린 장벽을 나타낸다. 알바니아는 1961년 소련-알바니아 분할로 인해 바르샤바 조약에 대한 지원을 보류하고 1968년에 공식적으로 철수했다. 유고슬라비아는 1948년 티토-스탈린 분할 전까지 2년간 동구권의 일부로 간주되었지만, 유고슬라비아는 독립을 유지했다. 그것은 점차 서쪽으로 국경을 개방했고 동쪽으로 국경을 경계했다.

철의 장막(鐵- 帳幕, 영어: Iron Curtain)은 1945년의 제2차 세계 대전 이후 1991년에 냉전이 종식될 때까지 유럽을 상징적·사상적·물리적으로 나누던 경계를 부르던 서방 세계의 용어이다.
바르샤바 조약을 통해 소비에트 연방을 중심으로 하는 측과 북대서양 조약을 통해 미국과 연합국을 중심으로 하는 측으로 나뉘었다.
이와 비슷하게 중화인민공화국과 서방 세계와의 경계를 죽의 장막이라 표현하기도 한다. 베링 해협을 두고 러시아와 미국이 마주한 것을 냉전 중에 얼음 장막 이라고도 했다.

## 기원
"철의 장막"이라는 표현은 1819년 "뚫을 수 없는 장벽"이라는 뜻으로 처음 나타났다. 1920년 이 표현은 소비에트 연방의 영향권 경계라는 뜻으로 쓰이기 시작했다. 나치 독일의 선전장관이던 요제프 괴벨스는 제2차 세계 대전 기간 중에 이 말을 쓰기도 했다.
이 말이 유명해진 것은 1946년 3월 5일, 영국의 총리를 지낸 윈스턴 처칠이 미국 미주리주 풀턴의 웨스트민스터 대학교로부터 학위를 받은 자리에서 행한 〈평화의 원동력(Sinews of Peace)〉이라는 제목의 연설에서였다.
"From Stettin in the Baltic to Trieste in the Adriatic an "iron curtain" has descended across the Continent. Behind that line lie all the capitals of the ancient states of Central and Eastern Europe. Warsaw, Berlin, Prague, Vienna, Budapest, Belgrade, Bucharest and Sofia; all these famous cities and the populations around them lie in what I must call the Soviet sphere, and all are subject, in one form or another, not only to Soviet influence but to a very high and in some cases increasing measure of control from Moscow."
"발트해의 슈테틴에서 아드리아해의 트리에스테까지 "철의 장막"이 대륙을 가로질러 드리워져 있습니다. 이 선 뒤에는 중앙유럽과 동유럽의 옛 나라의 수도가 놓여 있습니다. 바르샤바, 베를린, 프라하, 빈, 부다페스트, 베오그라드, 부쿠레슈티, 소피아 — 이 유명한 도시와 이 곳의 주민들이 이른바 소련의 세력권에 있으며, 그들 모두는 어떤 식으로든 소련의 영향 뿐만 아니라 커져가는 모스크바의 통제를 받고 있습니다!
이는 소련의 폐쇄적·비밀주의적인 긴장정책과 동구의 경찰국가를 격렬히 비난한 것이다. 이것은 전후 연합국 측이 소련과 그 위성국가에 대해 나타낸 깊은 불신 표현이었다. 처칠의 풀턴 연설에 이어 1946년 9월 슈투트가르트 국제회의에서 미국무장관 번스는 독일 처리 문제에 관해 소련의 견해를 받아들일 수 없다고 공언했는데 여기서부터 미·소의 협조노선은 무너지게 되고 트루먼 정부는 반소·반공 노선으로 전환한다.

## 같이 보기
- 서구의 배신